# Peperomia blanda
Peperomia blanda  es una especie fanerógama de uno de los dos grandes géneros de la familia de las piperáceas. Es originaria de África, Asia, América y Australia.

## Descripción
Es una planta herbácea 	
En los bosques fluviales y barrancos, bosques tropicales de hoja perenne y en los bosques en las zonas de niebla, por lo general en las rocas cubiertas de musgo en lugares húmedos y en la espuma de las cascadas, también en la hojarasca en el suelo de los bosques y, en ocasiones epífitas en los troncos de árbol

## Distribución y hábitat
Se encuentra en los bosques fluviales y barrancos, bosques tropicales de hoja perenne y en las nebliselvas, por lo general en las rocas cubiertas de musgo en lugares húmedos y en las cercanía de la espuma de las cascadas, también entre la hojarasca en el suelo de los bosques y, en ocasiones como epífitas en los troncos de los árboles del género Diospyros, a una altitud de 250-2200 m alt. desde Arabia a Sudáfrica.

## Variedades
- Peperomia blanda fo. blandaeformis
- Peperomia blanda var. cobana
- Peperomia blanda var. magnifolia
- Peperomia blanda var. microphyllophora
- Peperomia blanda var. parvifoli
- Peperomia blanda var. porriginifera
- Peperomia blanda var. pseudodindygulensis